# گویش فلورانسی
گویش فلورانسی یا ورناکولار (Dialetto fiorentino or vernacolo) یکی از گویش‌های مجموعه گویش‌های توسکانی است که در شهر فلورانس ایتالیا تکلم میشود. گویش‌های توسکانی زیرمجموعه‌ای از خانواده زبان‌های رومی می‌باشند.